# クレール・ヴォワザン

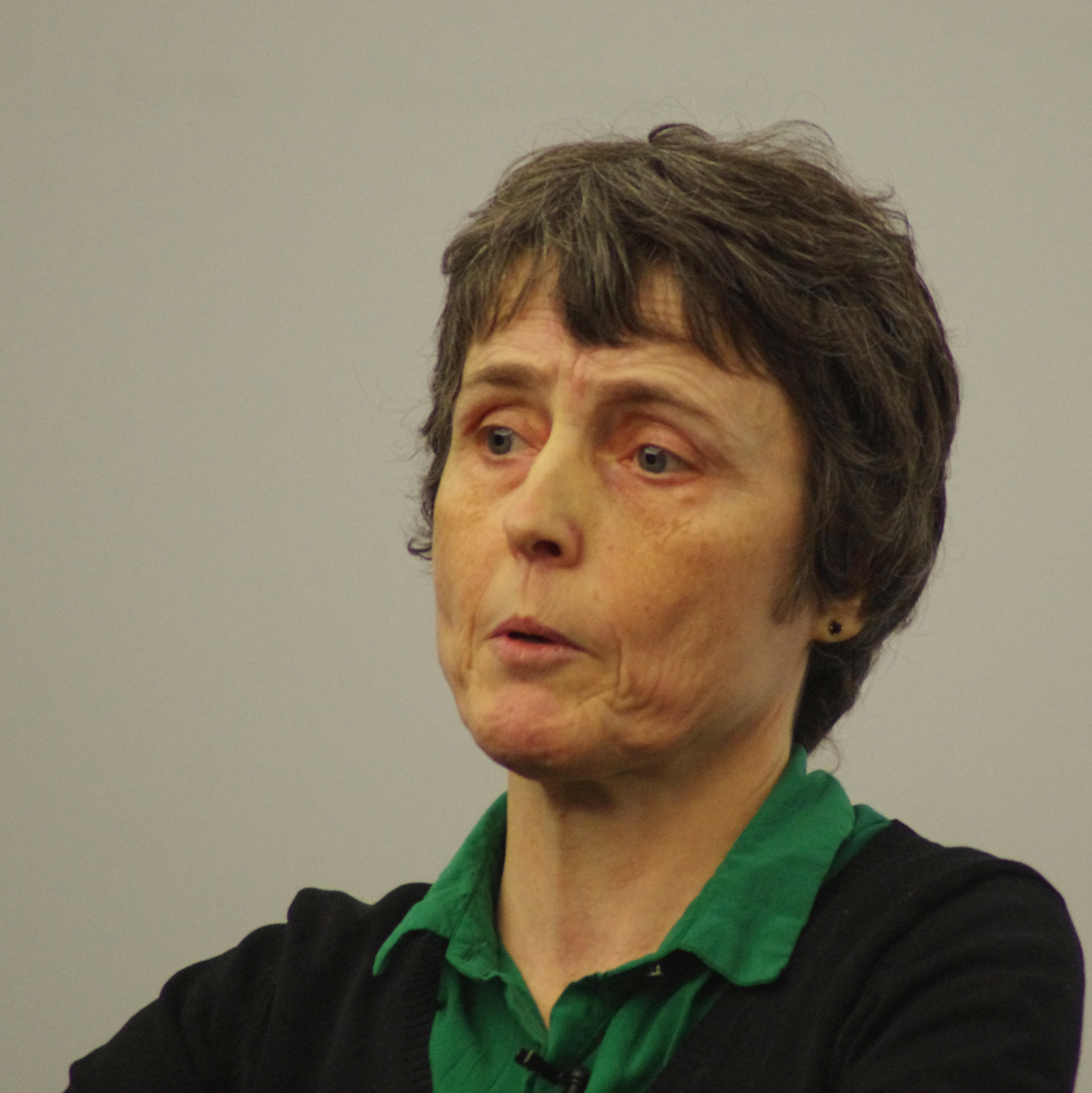
クレール・ヴォワザン(2014年)

クレール・ヴォワザン（Claire Voisin,.1962年3月4日 - ）は、フランスの数学者。専門は代数幾何学。パリ第6大学ピエール・マリー＝キュリー教授。

## 来歴
ヴァル＝ドワーズ県出身。1986年に高等師範学校から数学のPh.D.を取得し、フランス国立科学研究センターの研究者となった。1996年にはローマ・ラ・サピエンツァ大学の客員教授、2012年から2014年までエコール・ポリテクニークの非常勤教授、2015年から2020年までコレージュ・ド・フランスの教授を務めた。

## 受賞歴
- 1992年 - ヨーロッパ数学会賞
- 2003年 - ソフィー・ジェルマン賞
- 2008年 - クレイ研究賞
- 2017年 - ショウ賞数学部門
- 2019年 - ロレアル-ユネスコ女性科学賞
- 2024年 - クラフォード賞